# П'єр-Андре Шурманн
П'єр-Андре Шурманн (фр. Pierre-André Schürmann, нар. 5 липня 1960, Пор-Вале) — швейцарський футболіст, що грав на позиції півзахисника. По завершенні ігрової кар'єри — футбольний тренер.

## Клубна кар'єра
За час ігрової кар'єри встиг пограти за різноманітні швейцарські клуби: «Сьйон», «Монте», «К'яссо», «Веве-Спорт 05», «Лозанна», «Базель» та «Виль».

## Кар'єра тренера
З 1994 по 1997 очолював команду «Виль». З 1998 по 2001 очолює «Лозанну», з яким став срібним призером чемпіонату Швейцарії 2000 року, а роком раніше здобув Кубок Швейцарії.
З 2001 по 2009 Шурманн очолює спочатку юнацьку збірну Швейцарії, а згодом молодіжну збірну Швейцарії.
Один сезон був головним тренером клубу «Ксамакс», після чого в нього була дворічна перерва, по завершенні якої очолив молодіжний склад української команди «Таврія» (Сімферополь) та не пропрацювавши навіть сезон повернувся до Швейцарії, де сезон тренував футбольний клуб «Сьйон».
У 2014 уклав контракт з Алжирською федерацією футболу та очолив молодіжну збірну Алжиру. 2016 року очолював олімпійську збірну Алжиру, яка була учасником футбольного турніру на Олімпійських іграх 2016 року у Ріо-де-Жанейро.

## Досягнення
«Лозанна»
Володар Кубка Швейцарії (1): 1998–1999